# Będzin Łagisza
Będzin Łagisza – wykorzystywana w ruchu towarowym techniczna stacja kolejowa w Będzinie, w dzielnicy Łagisza, w woj. śląskim, w Polsce. Stacja obsługuje kilka bocznic, w tym prowadzącą do Elektrowni Łagisza.
W 1981 roku łagiski dworzec kolejowy był planem zdjęciowym filmu kryminalnego „Anna” i wampir.